# Kasteel van Flers (Villeneuve-d'Ascq)

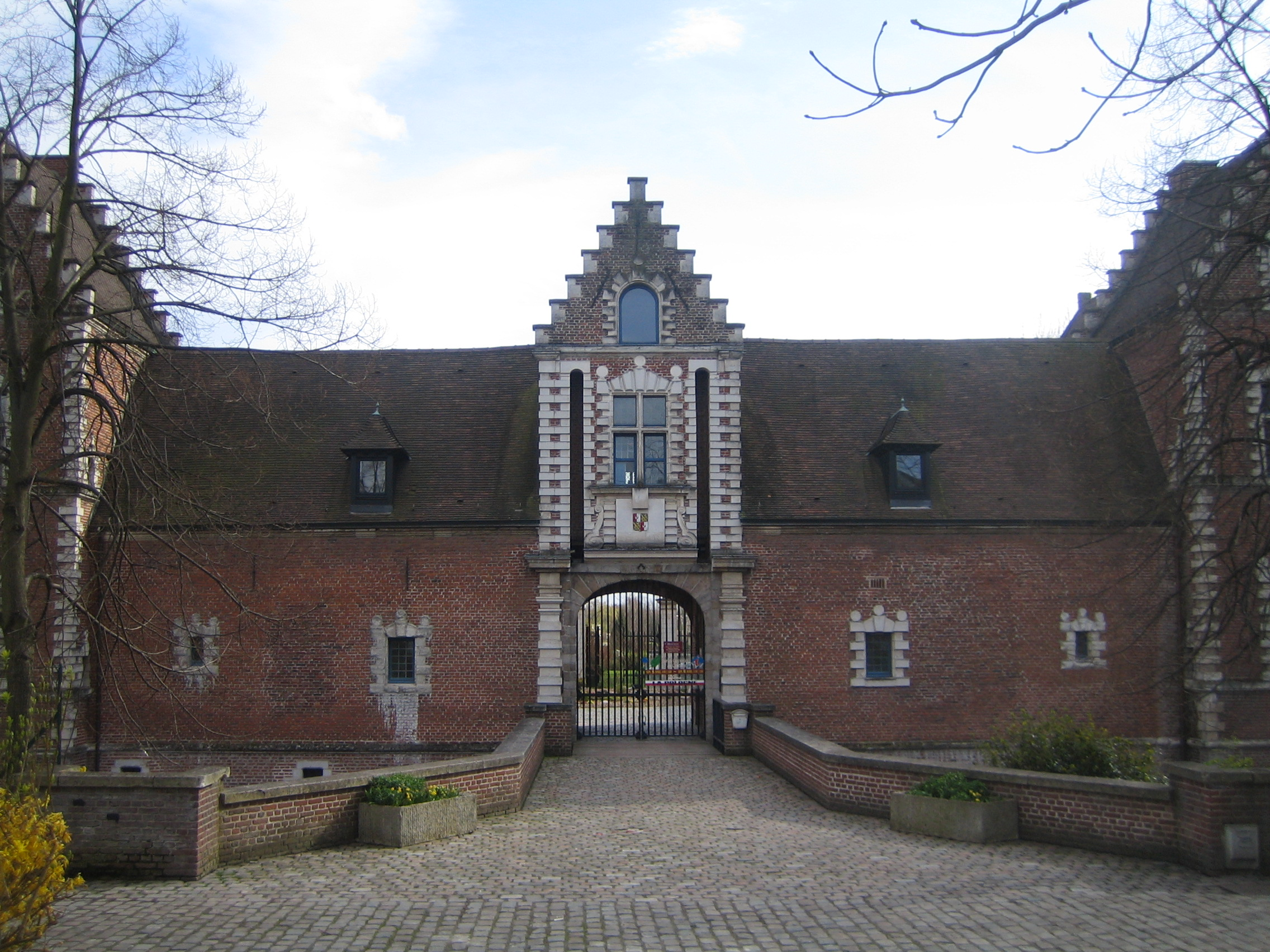
Ingang van het kasteel.

Het Kasteel van Flers (Frans: Château de Flers) ligt in de Mélantois bij de plaats Villeneuve-d'Ascq in het Franse Noorderdepartement. 
Het kasteel is in de stijl van de Vlaamse architectuur in de 17e eeuw. Het is de zetel van de toeristische dienst van de stad en herbergt een museum. De naam van het kasteel is gebaseerd op het dorp Flers-lez-Lille.
De bouw van het kasteel werd voltooid in 1661. Het kasteel is een beschermd historisch monument.